# 高槻市立津之江小学校
高槻市立津之江小学校（たかつきしりつ つのえしょうがっこう）は、大阪府高槻市にある公立小学校。敷地内に高槻市立津之江幼稚園を併設する。

## 沿革
- 1973年4月　高槻市立如是小学校、高槻市立川西小学校より分離開校
- 1975年3月　校舎増築
- 1978年4月　養護学級（知的障害）を新設
- 1979年3月　校舎増築
- 1988年6月　プールサイドをコンクリートで整備
- 1994年11月　ランチルーム新設
- 1997年11月　コンピュータ教室新設

## 通学区域
- 高槻市 津之江町1丁目、川西町3丁目、津之江北町、東五百住町1丁目20～22・24～26・29・30・34～36・38・39番、東五百住町2丁目11～19・38番

卒業生は基本的に高槻市立川西中学校へ進学する。

## 交通アクセス
- JR京都線高槻駅から高槻市営バス乗車、川西バス停下車。